# 永富里 (高雄市)
永富里位於臺灣高雄市內門區，設立於1945年，當時稱「永富村」，後來因2010年行政區改制而更名為里。該里北接永吉里，東、南鄰旗山區大林里、中正里與圓富里，西南邊是東埔里，西邊則是石坑里。

## 聚落
- 大埔尾
- 大埔
- 紅土崎
- 萊仔坑
- 白樹林
- 埔頂
- 浸水寮

## 宗教信仰
- 萊仔坑中華聖教總壇聖地
- 龍山聚善堂
- 大自在佛寺
- 五智山光明王寺

## 學校
- 高雄市內門區景義國民小學

## 農特產
該里以荔枝、龍眼及香蕉等為農特產。